# Принчипе (Рагуза)
Принчипе је насеље у Италији у округу Рагуза, региону Сицилија.
Према процени из 2011. у насељу је живело 17 становника. Насеље се налази на надморској висини од 192 м.